# Tongvas
Les Tongvas sont un peuple amérindien qui habitait le bassin de Los Angeles et les îles de Californie, soit un territoire d'environ 10 000 km2, avant l'arrivée des Européens. Ils sont aussi dénommés Gabrielo, car ils étaient appelés Gabrieleño, Gabrielino, San Gabrieleño ou Fernandeño, en référence aux missions espagnoles bâties sur leur territoire : San Gabriel Arcangel et San Fernando Rey de España. À l'arrivée des Espagnols, leur population atteignait entre 5 000 et 10 000 personnes.
Les Tongvas et les Chumash sont les deux seuls peuples du Nouveau Monde qui naviguaient régulièrement sur l'océan.
Les Tongvas descendraient de peuples de langues uto-aztèques, venant du Nevada et ayant migré vers le sud, le long de la côte californienne, il y a 3 500 ans,. En 500 après J.C, ils occupent le territoire qui leur est actuellement associé. Ils forment une société de chasseurs cueilleurs et commercent avec les peuples voisins.

## Étymologie
Tongva signifie « peuple de la terre » en gabrielino-fernandeño, qui fait partie des langues uto-aztèques. 
Cet endonyme est employé pour la première fois en 1903 par Clinton Hart Merriam et est toujours utilisé actuellement par les descendants de ce peuple, bien que centain préfèrent l'endonyme Kizh.

## Langue
Le tongva, de la famille des langues takiques, se divise en plusieurs dialectes : au moins trois sur les îles de Californie et deux sur le continent. La langue s'est éteinte au début du XXe siècle, mais une forme reconstituée subsiste aujourd'hui. 

## Histoire

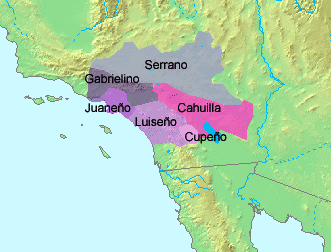
Territoire occupé historiquement par les Gabrielinos (Tongva) entouré des territoires occupés par les autres peuples de langue takique.

Les premières expéditions des Espagnols dans la région de Los Angeles datent de 1542 mais les premiers contacts avec les Tongvas ont commencé seulement en 1771, après la construction de la mission San Gabriel Arcangel. La population décline rapidement, subissant des transferts forcés et souffrant de maladies importées par les Européens. Plusieurs révoltes violentes éclatent face aux Espagnols, comme celle menée en 1785 par la cheffe et guérisseuse Toypurina. En 1821, le Mexique gagne son indépendance et son gouvernement commence à donner des terres aux colons, forçant ainsi l'assimilation culturelle des Tongvas. Trente ans plus tard, la Californie est cédée aux États-Unis. Le gouvernement américain signe un traité, qui n'a jamais été ratifié, avec les Tongvas, leur promettant une réserve de 3 400 000 hectares[Quand ?]. Depuis 1994, l'État de Californie reconnait les Tongvas comme « Peuple indigène du bassin de Californie », mais aucun des quatre groupes s'en revendiquant représentatif n'est reconnu par le gouvernement fédéral. En 2008, environ 1 700 personnes s'identifient comme Tongvas.